# Saint-Solve
 Saint-Solve  là một xã thuộc tỉnh Corrèze trong vùng Nouvelle-Aquitaine miền trung Pháp.
central Pháp.